# Scaled Composites Proteus
Scaled Composites Model 281 Proteus — высотный дальнемагистральный самолёт с тандемным крылом, разработанный Бертом Рутаном для исследования возможности использования самолётов в качестве высотных телекоммуникационных станций. Proteus является многоцелевым транспортным самолётом, способным нести различные грузы на внешнем пилоне. Он может находиться в заданной точке на высоте более 19 800 м в течение более чем 18 часов. Самолёт принадлежит компании Northrop Grumman Corporation.

## Конструкция
Протеус имеет цельнокомпозитный графито-эпоксидный планер. Размах переднего крыла — 23,65 м, заднего — 28 м с установленными законцовками крыльев. Протеус управляется двумя пилотами, сидящими в герметичной кабине. Однако он также может выполнять свои задачи полуавтономно или управляться с земли. Крыло самолёта было адаптировано для использования на самолёте-носителе Scaled Composites White Knight, который является первой ступенью системы запуска космических кораблей Scaled Composites Tier One и Boeing X-37.
Первый полёт Протеуса состоялся 26 июля 1998 года в аэропорту Мохаве. Лётные испытания продолжались до конца 1999 года. В июне Протеус впервые был показан на международном уровне, дебютировав на авиасалоне в Париже. Он без пересадок летел из Бангора (штат Мэн) в Париж. Во время недельного шоу он летал каждый день, демонстрируя свои возможности в качестве телекоммуникационной платформы.
Протеус является действующим обладателем ряда мировых рекордов ФАИ по высоте (класс: C1-е: самолёты весом 3000-6000 кг, группа 3, турбореактивный), установленных в сотрудничестве с НАСА. В октябре 2000 года был достигнут наивысший результат — 19 277 м.
21 декабря 1998 года Протеус был включен в список журнала Time «100 лучших дизайнов 1998 года».

## Использование самолёта
Из-за специфики назначения самолёта он был использован в ряде значительных исследовательских проектов и миссий. Scaled Composites, дочерняя компания Northrop Grumman, активно продвигает самолёт в качестве исследовательской платформы.

### Angel Technologies HALO
Протеус изначально задумывался как высотная телекоммуникационная платформа для длительной эксплуатации (англ. high-altitude long operation (HALO) telecommunications platform). Протеус должен был стать первым из серии самолётов, построенных Scaled Technology Works из Монтроуза, штат Колорадо (предполагаемое отделение Scaled Composites, которое позднее было отменено). На самолёте должна была быть установлена 4,3-метровая антенна, которая прошла летные испытания осенью 1999 — летом 2000 года, включая ретрансляцию видеоконференции, когда самолёт находился в небе над Лос-Анджелесом. Проект не продвинулся и последующие серии самолётов не были построены.

### Камера ARTIS
Летом 1999 года была продемонстрирована небольшая камера воздушной съемки в реальном времени ARTIS (англ. Airborne Real-Time Imaging System), разработанная HyperSpectral Sciences Inc. в рамках проекта НАСА, когда она делала визуальные снимки и снимки в ближней инфракрасной области спектра во время пролёта Протеуса над Авиашоу Ошкош-99 в Ошкоше (штат Висконсин).

## Мировые рекорды
Протеус установил несколько мировых рекордов:
- Высота над уровнем моря: 19 277 м (25 октября 2000 года)[5];
- Высота над уровнем моря в горизонтальном полете: 19 015 м (25 октября 2000 года)[5];
- Высота над уровнем моря с полезной нагрузкой 1000 кг: 17 067 м (27 октября 2000 года)[5];

Пилотировали самолёт при установлении рекордов Майк Мелвилл и Роберт Вальдмиллер.

## Лётно-технические данные

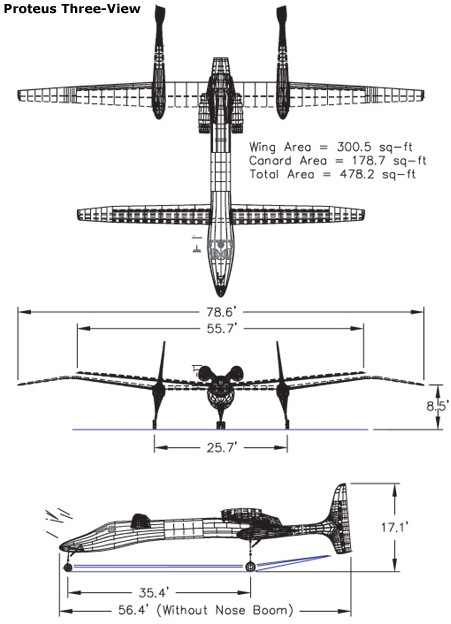

Данные из «Jane’s All the World’s Aircraft 2003—2004».
- Экипаж — 2 чел.;
- Длина — 17,17 м;
- Размах крыла — 28 м;
- Высота — 5,38 м;
- Площадь крыла — 27,92 м²;
- Вес пустого — 2658 кг;
- Максимальный взлётный вес — 5670 кг;
- Двигатели — 2 × Williams FJ44-2 10,2 кН;
- Максимальная скорость — 504 км/ч;
- Крейсерская скорость — 352 км/ч на высоте 6000 м;
- Продолжительность полёта — 14 часов;
- Практический потолок — 19 000 м;
- Скороподъёмность — 17 м/с.

## Галерея

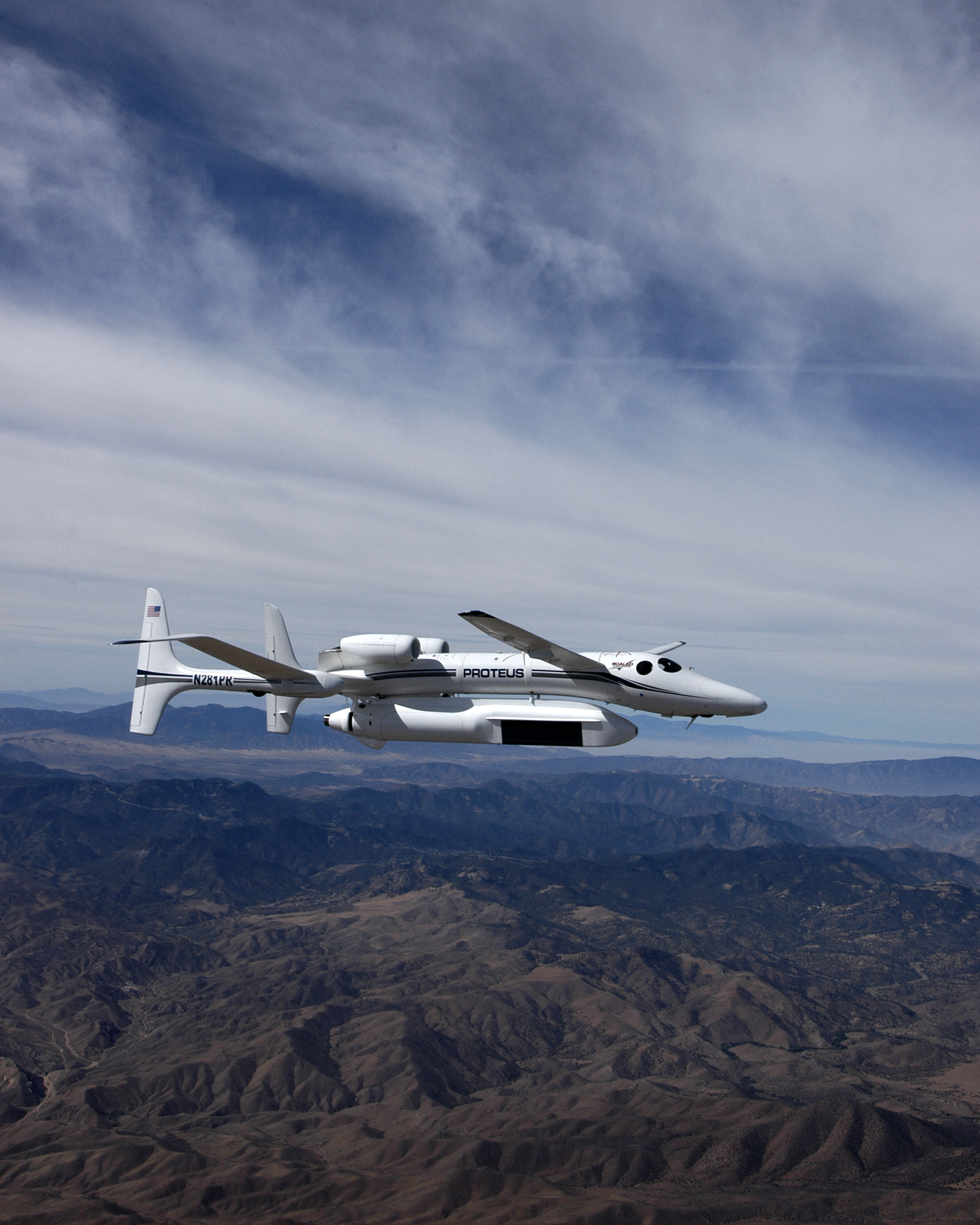
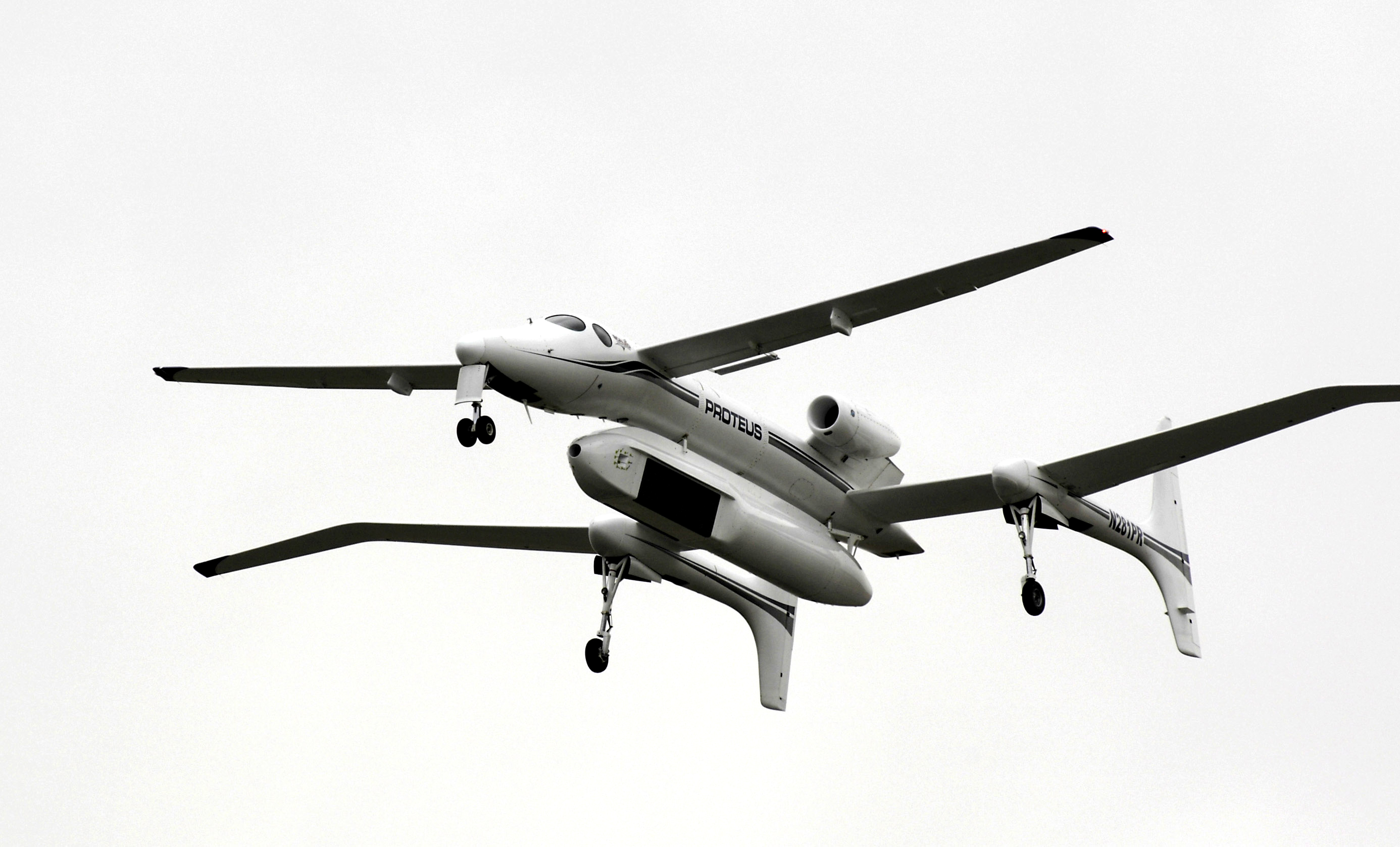
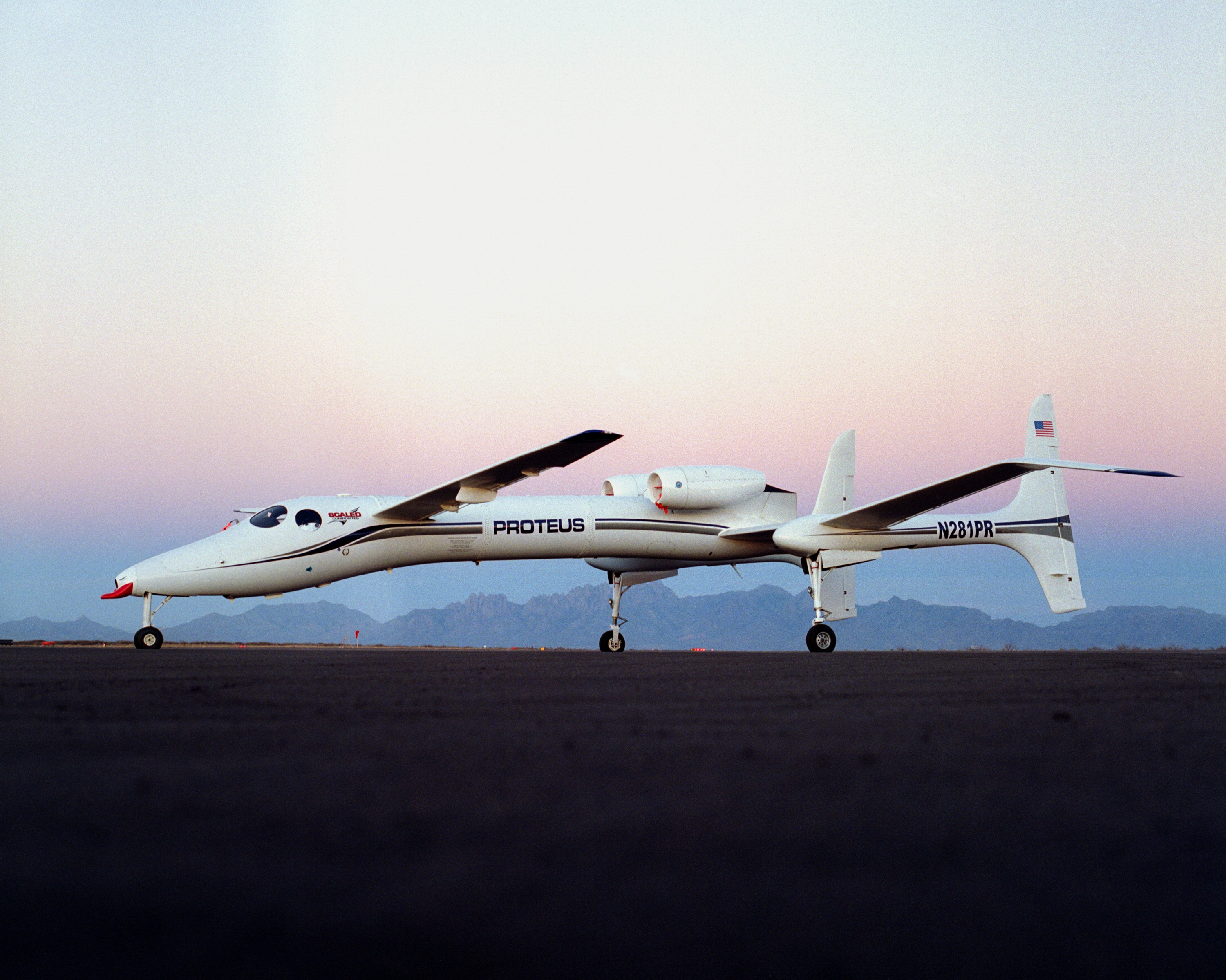
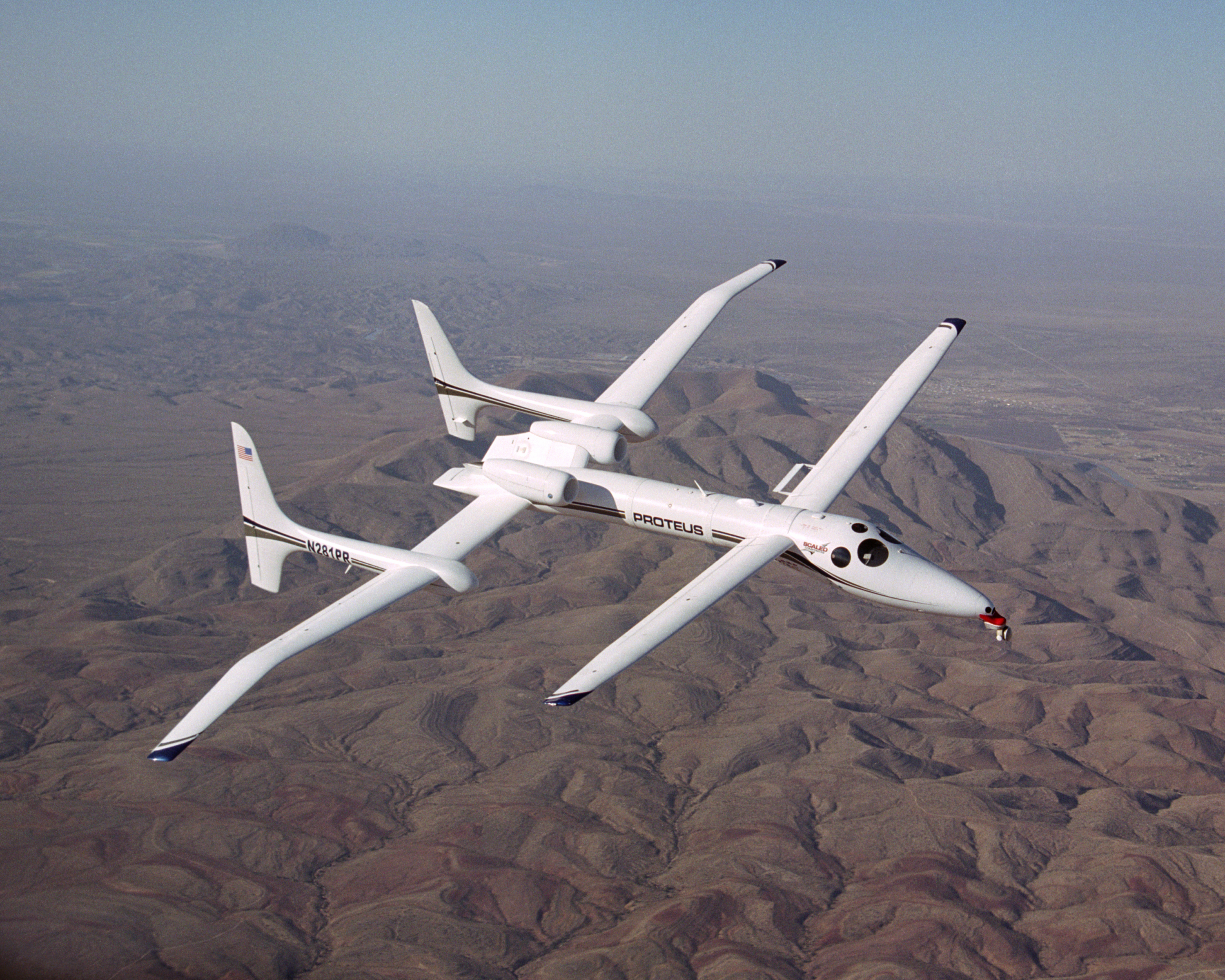